# Clifton Powell
Clifton Powell, född 16 mars 1956 i Washington, D.C., är en amerikansk skådespelare och komiker, kanske mest känd för sin roll som Pinky i filmen Next Friday. Powell gjorde också rösten till Big Smoke i Grand Theft Auto: San Andreas.

## Filmografi i urval
- 1998 – Rush Hour
- 2004 – Never Die Alone
- 2004 – Ray
- 2007 – Norbit